# Vieira-Springaffe
Der Vieira-Springaffe (Plecturocebus vieirai, Syn.: Callicebus vieirai) ist eine erst im Jahr 2012 beschriebene Primatenart aus der Unterfamilie der Springaffen innerhalb der Familie der Sakiaffen (Pitheciidae). Die Art wurde nach Carlos Octaviano da Cunha Vieira (1897–1958) benannt, einem Mammalogen (Säugetierkundler) und Kurator der Säugetiersammlung im Museu de Zoologia der Universidade de São Paulo von 1941 bis 1958.

## Verbreitung und Lebensraum
Die Art ist nur von drei voneinander getrennten Gebieten im nördlichen Mato Grosso und in Pará bekannt. Die vier Typusexemplare wurden an den Flüssen Rio Teles Pires und Rio Iriri gefangen. Das dritte Gebiet, in dem keine Exemplare gefangen wurden, sondern ein Weibchen und ein Männchen nur gesichtet wurden, liegt bei der Kleinstadt Juína im nordwestlichen Mato Grosso. Der Lebensraum, in dem der Holotyp gefangen wurde, ist ein tropischer, immergrüner Regenwald mit Lianen und mittelgroßen (etwa 20 m) und einigen großen Bäumen (30 bis 35 m). Das Unterholz ist relativ dicht, der Waldboden ist dick. In Sümpfen in der Nähe wachsen auffällige Buriti-Palmen (Mauritia flexuosa).

## Merkmale
Der Vieira-Springaffe ist eine mittelgroße Art aus der Plecturocebus moloch-Gruppe mit einer hellen, graubraunen Färbung auf dem Kopf, dem Nacken, dem Rücken, dem Schwanz und der Oberseite von Armen und Beinen und vom agouti-Muster geprägten Haaren. Hände, Füße und Schwanzspitze sind weiß, Kehle und Bauchseite orangefarben. Von anderen Arten der Plecturocebus moloch-Gruppe unterscheidet sich der Vieira-Springaffe durch die weißen Haare rund um das dunkle Gesicht.